# صمام التحكم الغازي

رسم تخطيطي لصمام تحكم غازي، يحرك الزنبرك (باللون الأحمر) الحمل.

مخطط تشغيل اسطوانة التمثيل المزدوج

صورة ثلاثية الأبعاد لحركة صمام غازي

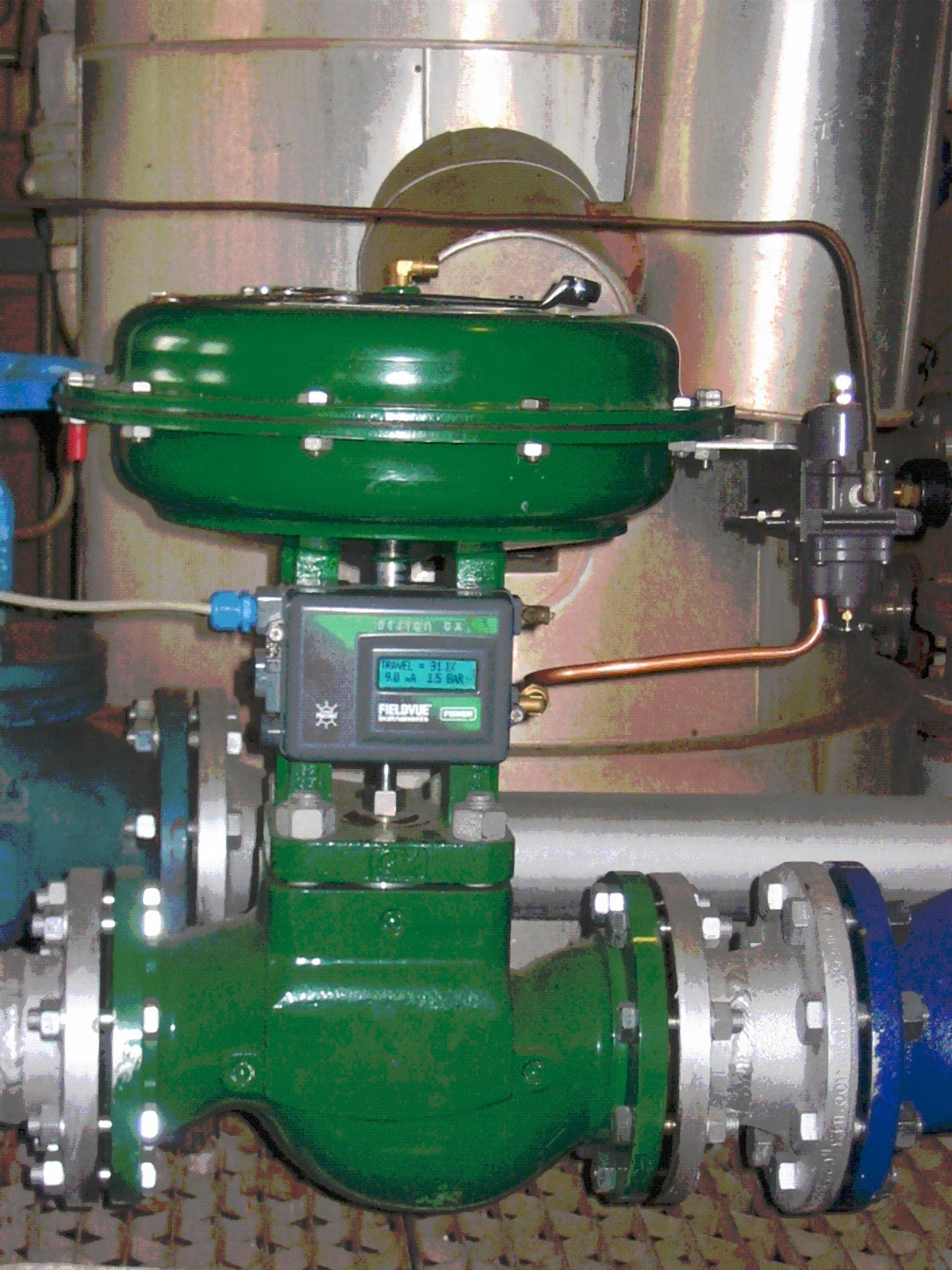
صمام تحكم غازي

صمام تحكم غازي هو نظام يحول الطاقة (خصوصا من شكل الهواء مضغوط) إلى حركة ميكانيكية. يمكن أن تكون الحركة دوّارة أو مشغل خطي [الإنجليزية] اعتمادا على نوع المشغل.

## مبدأ التشغيل

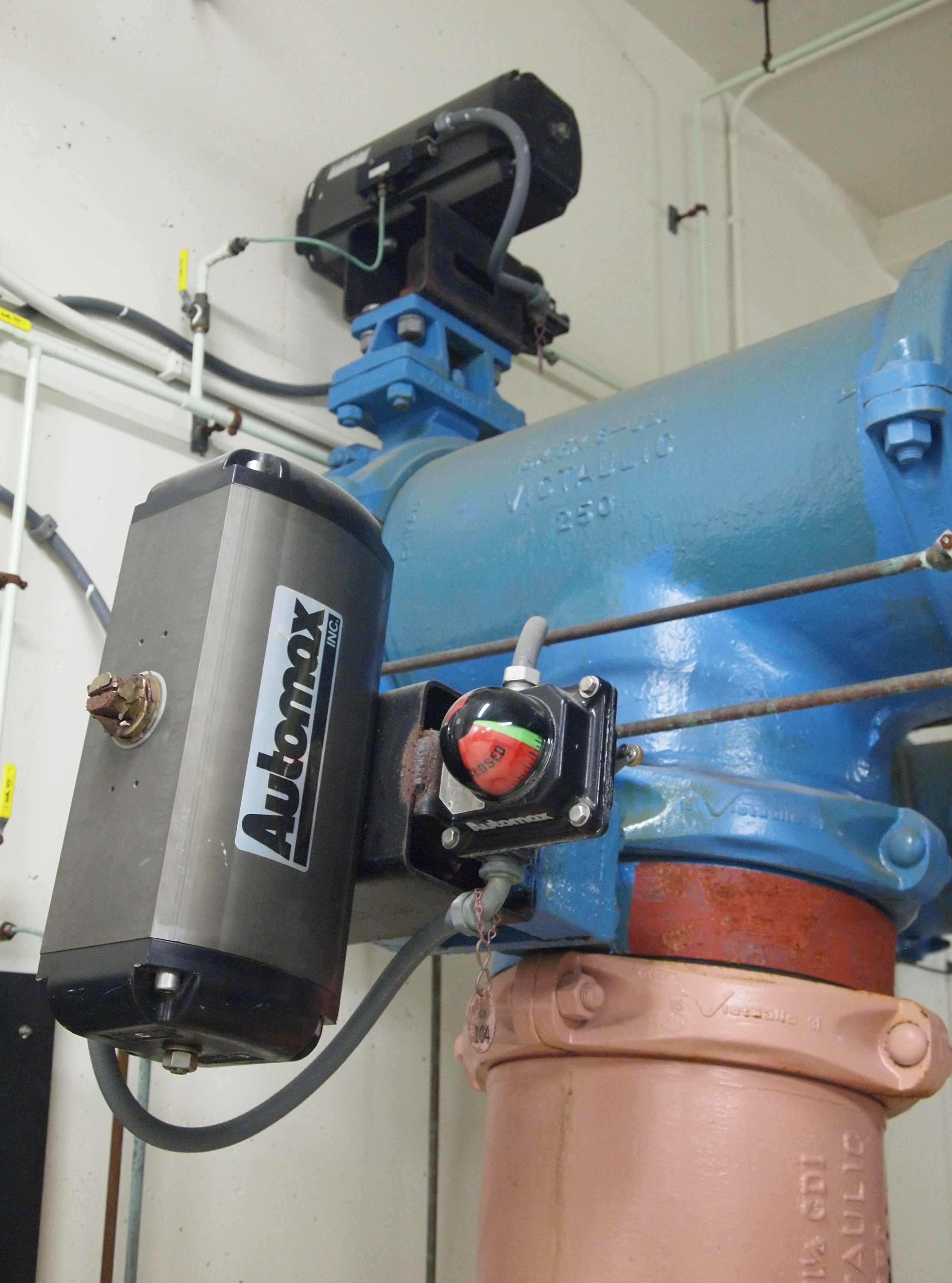
صمام تحكم غازي مع جريدة مسننة للتحكم في الصمامات في أنابيب المياه

يتكون المحرك الهوائي بشكل رئيسي من مكبس أو غشاء يطور الطاقة الحركية المتولدة من الهواء المضغوط في الجزء العلوي من الاسطوانة حيث يجبر ضغط الهواء الحجاب العلوي أو المكبس على تحريك جذع الصمام أو تدوير العنصر المتصل به. لا يحتاج الصمام إلا مقدارا قليلا من الضغط ليبدأ بمضاعفة الطاقة أو حتى جعلها ثلاثة أضعاف.
ينتقل الضغط إلى ساق الصمام، الموصل إما بمقبس الصمام أو بصمام فراشة (كما هو موضح في الشكل المقابل). توصل مداخل الصمام بأجهزة قياس لرؤية والتحكم في كمية الطاقة الداخلة كما تعتبر تلك المداخل إشارات تحكم حيث كل ضغط مختلف هو نقطة ضبط مختلفة للصمام. تتراوح الإشارات القياسية من 20 إلى 100 كيلو باسكال. فعلى سبيل المثال، يمكن أن يتحكم الصمام في ضغط وعاء له خرج ثابت ودخل متغير (يختلف حسب المحرك والصمام) وهنا تأتي وظيفة أجهزة القياس حيث تراقب الضغط وترسل إشارات من 20 إلى 100 كيلو باسكال. حيث 20 كيلو باسكال تعني عدم وجود ضغط، 100 كيلو باسكال تعني وجود ضغط كامل. مع ارتفاع الضغط في الوعاء، ترتفع الطاقة المتولدة. مع ارتفاع الضغط في الوعاء، يرتفع خرج الإرسال الموصل بالصمام ليجبره على التوقف والاغلاق وبالتالي تقليل التدفق إلى الوعاء، تسمى تلك العملية بعملية التمثيل المباشر.

## المميزات والعيوب
كلما كان حجم المكبس أكبر، كلما كان ضغط الإخراج أكبر، تستخدم المكابس ذات الأحجام الكبيرة في حالة كان ضغط الهواء منخفض لتوليد نفس الطاقة بمدخلات أقل. الضغط المتولد كافي لتحريك أو تدوير الأجسام، فعلى سبيل المثال، يكفي توفير 100 كيلو باسكال لصمام غازي صغير لتوليد طاقة كافية لرفع سيارة صغيرة (يصل وزنها إلى أكثر من 1000 رطل) بسهولة.
تمتاز تلك الأنظمة برخص ثمنها، لكن يعيبها بشكل عام كثرة الأعطال الميكانيكية في حالة الأحمال الكبيرة وقلة كفائتها. أما بشكل أكثر تفضيلا يمكن حصر العيوب في النقاط التالية:
- ضياع الضغط ومدى قابلية الهواء للانضغاط تجعل أنظمة مشغلات ضغط الهواء أقل قدرة وكفاءة من باقي طرق الحركة الخطية، حتى مع وجود ضاغط يتسبب نقص الهواء في توليد ضغط أقل وبالتالي قوى أقل قوى أقل وبالتالي عمل النظام بسرعة أبطأ. كما يجب تشغيل الضاغط بصورة مستمرة.
- للوصول لكفاءة عالية، يجب أن يتم اختيار المشغل لوظيفة محددة وبصورة أبسط، أي لا يمكن استخدام مشغل واحد لأكثر من تطبيق. كما يتطلب تحكم دقيق وصمامات تناسبية معينة للوصول لتلك الكفاءة بالتالي زيادة تكاليف وتعقيد النظام.
- على الرغم من أن الهواء متاح بسهولة، إلا أنه دائما ما يكون ملوثا أو به عوادم التي قد تؤدي إلى توقف النظام وضرووة الصيانة. لذلك تضطر الشركات لدفع ثمن الهواء المضغوط غير مشاكل صيانة الضاغط.

## الأنواع
تختلف أنواع المحركات الهوائية من حيث الشكل والتكوين والغرض، فيوجد على سبيل المثال:
- اسطوانات قضيب التعادل.
- المحركات الدوارة.
- المحركات القابضة.
- محرك بدون قضيب مع وصلة مغناطيسية أو اسطوانات دوارة.
- محرك بدون قضيب مع وصلة ميكانيكية.
- محركات ذات عضلات اصطناعية هوائية.
- محركات تجمع بين الحركة الدوارة والحركة الخطية - تستخدم عادة لعمليات التثبيت (كتركيب أغطية العبوات)
- المولدات الغازية.

## البدائل
مع كثرة الأعطال الميكانيكة للنظام وبطئه النسبي بدأت بعض الشركات مثل شركة نيلاب NILAB بتصنيع سيرفوهات أكثر دقة، كفاءة وسرعة.

## وصلات خارجية
- حرب الأنظمة الغازية مع الأنظمة الكهربية
- أربعة طرق لزيادة كفاءة الأنظمة الغازية

فيديوهات
- مبدأ عمل صمام التحكم الغازي- يوتيوب
- ما الفرق بين صمام التحكم الغازي والسيرفو- يوتيوب